# Dreamgirls (musical)
Dreamgirls és un musical de Broadway, amb música de Henry Krieger i lletres i llibret de Tom Eyen. Basat en les aspiracions i els èxits al negoci de l'espectacle d'intèrprets de R&B com ara The Supremes, The Shirelles, James Brown, Jackie Wilson, i altres, the el musical segueix la història d'un jove trio de cantants femení de Chicago anomenat "The Dreams", que es converteixen en superestrelles de la música.
Amb un repartiment majoritàriament afroamericà i protagonitzat originalment per Jennifer Holliday, Sheryl Lee Ralph, Loretta Devine, Ben Harney, Cleavant Derricks, Vondie Curtis-Hall i Obba Babatundé, el musical es va estrenar el 20 de desembre de 1981 a l'Imperial Theatre de Broadway. El musical va ser nominat als 13 premis Tony, inclòs el premi Tony al millor musical, i va guanyar-ne sis. Més tard es va adaptar a una pel·lícula de DreamWorks i Paramount Pictures el 2006. La pel·lícula la protagonitzaven Jamie Foxx, Beyoncé, Eddie Murphy, Jennifer Hudson, Danny Glover, Anika Noni Rose, i Keith Robinson.

## Història

### Producció original de Broadway

#### Rerefons
Dreamgirls va tenir els seus inicis com a projecte per a Nell Carter. El dramaturg Tom Eyen i el director d'orquestra Henry Krieger van treballar junts per primera vegada en la versió musical de 1975 de l'obra d'Eyen The Dirtiest Show in Town. Carter va aparèixer en el musical, i la seva actuació inspirà Eyen i Krieger per elaborar un musical sobre cantants negres, que originalment va ser anomenat One Night Only i després rebé el títol de treball de Project #9. Project #9 es va realitzar com a taller per a Joseph Papp; a Nell Carter se li van unir en aquest moment Sheryl Lee Ralph i Loretta Devine, que havien de interpretar als seus companys de grup. El projecte es va deixar de banda després que Carter marxés per aparèixer a la telenovel·la Ryan's Hope el 1978.
Un any més tard, Project #9 va tornar a la taula, després d'atraure l'interès de Michael Bennett, aleshores en ple èxit amb A Chorus Line. Ralph i Devine van tornar, i Bennett va fer que Eyen, que havia de dirigir, comencés a treballar Big Dreams, ja que el musical ja era conegut. En aquest moment es van unir al repartiment Ben Harney, Obba Babatunde, Cleavant Derricks i la cantant de gospel de vint anys Jennifer Holliday com a substituta de Carter (després que Carter acceptés una oferta de la NBC per protagonitzar Gimme a Break). No obstant això, Holliday va abandonar el projecte durant la fase laboral, ja que no li agradava el material i estava molesta que el seu personatge, Effie White, morís al final del primer acte. Eyen, Bennett i Krieger van continuar planificant la història i les cançons. Cheryl Gaines i Phyllis Hyman van ser considerats substitutes de Holliday.
Després de dos tallers de poc èxit que van incloure a Jenifer Lewis com a Effie, Holliday va tornar al projecte, ara conegut com Dreamgirls. No obstant això, va trobar que el paper d'Effie s'havia reduït significativament a favor del personatge de Deena de Sheryl Lee Ralph, i Holliday finalment va deixar el projecte de nou. Després d'adquirir finançament del magnat de la indústria musical David Geffen i dels altres cofinançadors ABC Entertainment, Metromedia i la família Shubert, Bennett va trucar a Holliday i va acordar reescriure el segon acte de l'espectacle i construir el seu personatge.
Les qüestions racials i de gènere es representen a Dreamgirls, un musical de repartiment negre amb tres papers principals femenins. Establert a la dècada de 1960, el Black Power Movement va influir en la història amb artistes negres que van començar a tenir èxit en la indústria musical i la música negra es va convertir en accessible per a tots els públics, la qual cosa representa una representació de les fronteres racials que es trenquen. La història es basa en tres dones que treballen a la indústria musical per aconseguir els seus somnis, mentre que les persones més poderoses de la indústria són homes. Al final, les dones defensen els seus drets i es converteixen en figures influents.

#### Broadway
Dreamgirls es va estrenar a Broadway a l'Imperial Theatre el 20 de desembre de 1981 i va tancar l'11 d'agost de 1985 després de 1.521 representacions. La producció va ser dirigida per Michael Bennett, produïda per Bennett, Bob Avian, Geffen Records, i The Shubert Organization, i coreografiada per Bennett i Michael Peters. Va ser protagonitzada per starred Sheryl Lee Ralph com Deena Jones, Jennifer Holliday com Effie White, Loretta Devine com Lorrell Robinson, Ben Harney com Curtis Taylor, Jr., Cleavant Derricks com James "Thunder" Early, i Obba Babatundé com C. C. White. Dreamgirls va demostrar ser un vehicle de fabricació d'estrelles per a diversos dels seus intèrprets, en particular Holliday, la interpretació de la qual com a Effie va rebre importants elogis.
L'enregistrament de Holliday del solo d'Effie "And I Am Telling You I'm Not Going" va ser un senzill número 1 a la llista Billboard R&B el 1982. Per a l'enregistrament original del repartiment de Dreamgirls, els productors van decidir presentar les seqüències musicals complexes com a cançons individuals, reduint aproximadament la meitat de la partitura. L'enregistrament del repartiment va guanyar dos premis Grammy, el millor àlbum musical i la millor interpretació vocal per "And I Telling You I'm Not Going" de Jennifer Holliday.

### Produccions posteriors

#### Gires pels Estats Units
Bennett va dur a Dreamgirls en una gira nacional abreujada el 1983, amb Jennifer Holliday com a Effie, amb Larry Riley, Linda Leilani Brown, Arnetia Walker, Lawrence Clayton, i el germà bessó de Cleavant Derricks, Clinton Derricks-Carroll, com a co-protagonistes. A causa dels costos elevats, només van actuar a tres ciutats abans de dissoldre la producció de gira.
Una segona gira va començar el 1985, amb Sharon Brown com a Effie. El 1987, Lillias White, suplent original de Jennifer Holliday, va assumir el paper. La gira va acabar amb un revival de Broadway a l'Ambassador Theatre, que va durar del 28 de juny de 1987 al 29 de novembre de 1987, i va ser nominat al premi Tony 1988, millor revival. En aquest moment, Michael Bennett havia caigut malalt a causa de complicacions relacionades amb la sida i va morir el 2 de juliol de 1987.
El 1997 es va iniciar una gira als Estats Units amb direcció i coreografia de Tony Stevens, basada en la direcció i coreografia originals de Michael Bennett. La gira es va estrenar a Broadway el juliol de 1998, però finalment es va tancar al nord de Nova York mentre esperava que hi hagués un teatre de Broadway. El 2004 va començar una altra gira nacional protagonitzada per la competidora American Idol Frenchie Davis, que va obtenir elogis pel seu paper d'Effie.
Una altra gira als Estats Units va començar a l'Apollo Theater, a la ciutat de Nova York, el novembre del 2009, amb direcció i coreografies de Robert Longbottom, nou disseny escènic del dissenyador d'escenografia original Robin Wagner i nous dissenys de vestuari de William Ivey Long. L'alumne d'American Idol Syesha Mercado va actuar com a Deena, amb Adrienne Warren com Lorrell, Moya Angela com Effie, Chester Gregory com Jimmy, i Chaz Lamar Shepherd com Curtis. Aquesta producció incloïa una nova cançó per a Deena i the Dreams a la part superior de l'Acte II ("What Love Can Do"), així com la cançó "Listen" de la pel·lícula, que es va tornar a escriure com a duet entre Deena i Effie.. El 2011, l'equip creatiu va portar la producció a Montecasino, Sud-àfrica, amb un repartiment local.

#### Concert del 2001 Actors Fund of America
El 2001 es va representar un concert a Broadway al Ford Center for the Performing Arts amb Lillias White com Effie, Audra McDonald com Deena, Heather Headley com Lorrelle, Billy Porter com Jimmy, Darius de Haas com C.C. i Norm Lewis com Curtis. El concert va beneficiar l'Actors Fund of America i va ser una de les primeres reunions públiques més importants que es va celebrar a la ciutat de Nova York després de l'11 de setembre. Es va gravar i posteriorment es va publicar íntegrament en CD.

#### West End
El febrer de 2016 es va confirmar que Dreamgirls s'estrenaria a Londres al Savoy Theatre amb Amber Riley assumint el paper d'Effie White. Riley va realitzar inicialment el paper set de les vuit funcions a la setmana, però a l'agost de 2017 actuà només a 5, amb Marisha Wallace i Karen Mav com a suplents (tot i que es va retirar el títol "alternatiu" quan Riley es va reduir a 6 espectacles setmanals al juliol de 2017). A partir del 20 de novembre de 2017, Moya Angela, que va interpretar el paper d'Effie a la gira nord-americana de 2009, Marisha Wallace i Karen Mav comparteixen el paper d'Effie. Està dirigit i coreografiat per Casey Nicholaw, amb el disseny escènic de Tim Hatley i el vestuari de Gregg Barnes .
El juny de 2018, es va anunciar que la producció es tancaria el 12 de gener de 2019 i que començaria una gira britànica.

## Sinopsi
Acte I1960s
El 1962, The Dreamettes, un esperançador grup de noies negres de Chicago, participa a la famosa competició de talents amateur a l'Apollo Theatre de Harlem, Nova York ("I'm Lookin' for Something", "Goin' Downtown", "Takin' the Long Way Home"). El grup està format per la cantant Effie White i les seves millors amigues, Deena Jones i Lorrell Robinson. Per al concurs, les Dreamettes canten "Move (You're Steppin 'on My Heart)", una cançó escrita pel germà d'Effie, CC, que els acompanya al talent show. Malauradament, perden el talent show, però entre bastidors, les noies i CC es troben amb Curtis Taylor, Jr., un venedor de cotxes que es converteix en el manager de Dreamettes.
Curtis convenç a James "Thunder" Early, una popular estrella de R&B, i al seu manager, Marty, perquè contractin The Dreamettes com a cantants de fons. Tot i que la primera actuació de Jimmy Early i les Dreamettes junts té èxit ("Fake Your Way to the Top"), Jimmy està desesperat per obtenir nou material. Curtis convenç a Jimmy i Marty que haurien d'aventurar-se més enllà del públic tradicional de rhythm and blues i soul i apunta al mercat pop. CC compon "Cadillac Car" per a Jimmy i the Dreamettes, que fan una gira ("Cadillac Car (On the Road)") i enregistren el senzill al seu retorn ("Cadillac Car (In the Recording Studio)"). "Cadillac Car" s'obre camí a les llistes de pop, però una versió dels cantants de pop blanc Dave i The Sweethearts ("Cadillac Car" (Reprise)) roba el tro de l'enregistrament original. Enutjat per la usurpació de "Cadillac Car", Curtis, CC, i el productor de Jimmy, Wayne, recorren a payola, subornant a discjòqueis de tota la nació per interpretar el proper senzill de Jimmy Early i les Dreamettes, "Steppin 'to the Bad Side". Com a resultat, el disc es converteix en un èxit popular. Sorgeix un conflicte entre Marty i Curtis quan Curtis es mou al camp de Marty: Jimmy Early. Les coses es compliquen quan Effie comença a sortir amb Curtis i Jimmy, un home casat, comença una aventura amb Lorrell ("Party, Party").
Curtis el substitueix, fermament decidit a fer que els seus cantants negres siguin coneguts. Curtis intenta transformar Jimmy Early en un cantant de pop com Perry Como ("I Want You Baby"), i es concentra a establir les Dreamettes com un grup per si mateix, canviant-los el nom per The Dreams, canviant-los per donar-los un estil més sofisticat i un aspecte i so un so pop més amable. El més crucial d'aquests canvis és l'establiment de Deena com a cantant, en lloc d'Effie. Effie es mostra ressentida pel seu canvi d'estat dins del grup. CC la convenç perquè segueixi el pla de Curtis ("Family"). Després d'una baralla entre Marty i Curtis, Marty deixa el càrrec com a gerent de Jimmy i Curtis pren el relleu. The Dreams debuta al club a la Crystal Room de Cleveland, Ohio, cantant el seu primer senzill ("Dreamgirls"). Després d'un espectacle triomfal, la premsa està desitjosa de conèixer les estrelles acabades d'encunyar ("Press Conference"). Curtis declara a Deena: "Et convertiré en la dona més famosa que hagi viscut mai", mentre el descarnat Effie pregunta "Què passa amb mi?" ("Only the Beginning"). Durant els pròxims anys, les Dreams es van convertir en un èxit principal amb singles d'èxit ("Heavy"). A mesura que Deena es fa cada cop més estrella, Effie es torna temperamental i imprevisible. Sospita que Curtis i Deena tenen una aventura. Lorrell intenta mantenir la pau entre les seves companyes de grup, però la tasca sembla difícil.
El 1967, el grup - ara conegut com "Deena Jones i the Dreams" - farà el seu debut a Las Vegas. No obstant això, quan Jimmy passa a visitar les noies ("Drivin 'Down the Strip"), s'assabenta per les altres que Effie ha faltat a actuacions a causa d'una malaltia (més tard es revela que estava embarassada del fill de Curtis). Curtis i Deena estan convençuts que està tractant de sabotejar l'acte. Curtis substitueix Effie per una nova cantant, Michelle Morris, una jove nòvia sobre la qual s'assabenta Effie abans que algú tingui l'oportunitat de dir-li-ho. Effie s'enfronta a Curtis, CC i al grup ("It's All Over"), però malgrat el seu atractiu personal a Curtis ("And I Am Telling You I'm Not Going"), el desolat Effie es queda enrere mentre Deena Jones i els somnis avancen sense ella (" Love Love Me Baby ").
Acte II1970s
El 1972, Deena Jones i the Dreams s'ha convertit en el grup de noies amb més èxit del país ("Act II Opening"1). Deena s'ha casat amb Curtis i CC està enamorat de Michelle. Jimmy ha passat anys sense èxit. Curtis mostra poc interès a actualitzar o revitalitzar l'acte de Jimmy a causa de la preocupació de Curtis amb Deena i per l'hàbit de Jimmy d' incorporar números de funk al seu repertori de cançons populars. Effie torna a Chicago, mare soltera de la seva filla, Magic (o Ronald en altres versions), lluitant per aconseguir un altre èxit. Marty, que ara és el seu manager, la obliga a reconstruir la seva confiança i renunciar als seus "comportaments de diva". Un cop ho fa, Effie pot tornar a la indústria de l'espectacle ("I Am Changing"). En contrast amb el difícil retorn d'Effie a la seva carrera musical, Deena vol deixar de cantar i convertir-se en actriu. Deena informa Curtis dels seus plans de carrera durant una sessió de fotos per a Vogue ("One More Picture Please"), però Curtis es nega a deixar Deena no és l'única que es contrasta sota el control de Curtis: CC està enfurismada per les constants reordenacions de Curtis de les seves cançons, inclosa una balada emotiva, titulada "One Night Only", que Curtis vol en el seu lloc. gravat per reflectir el "nou so" que està inventant.
Deena Jones i the Dreams i Jimmy Early actuen en una recaptació de fons nacional demòcrata, en un projecte de llei amb grups com The Five Tuxedos ("Got to Be Good Times"). Mentre espera entre bastidors, Jimmy es troba en una altra discussió amb Lorrell sobre la naturalesa de la seva relació i quan, o si, Jimmy explicarà a la seva dona la seva aventura ("Ain't No Party"). Lorrell està plorant quan Jimmy surt a l'escenari per actuar i es dirigeix cap a Deena per demanar-li suport. Mentre Jimmy suplica a Lorrell a través de la seva música ("I Meant You No Harm"), Deena intenta ajudar Lorrell a resoldre amb èxit la seva situació, i Michelle convenç al CC frustrat artísticament perquè vagi a buscar la seva germana i es reconcilie amb ella ("Quintette"). A mig camí de "I Meant You No Harm", Jimmy es desfà i decideix que "pot", rebutjant demanar l'ajut de Curtis.
Marty organitza que CC es reuneixi i es reconciliï amb Effie en un estudi de gravació ("I Miss You, Old Friend"). CC es disculpa pel seu paper en la discapacitat de la seva carrera i Effie grava "One Night Only" de CC"One Night Only" comença a pujar a les llistes, provocant que un Curtis enfurismat no només llanci de pressa la versió de Deena i the Dreams, sinó que faci servir quantitats massives de payola per empènyer la versió de Deena a les llistes i a la de Effie. versió cap avall ("One Night Only (Disco)"). Effie, CC i Marty descobreixen l'esquema de Curtis i l'enfronten entre bastidors en un concert de the Dreams, amenaçant accions legals ("I'm Somebody", "Chicago / Faith in Myself") Mentre Curtis fa gestions amb l'advocat d'Effie per revertir les seves accions il·lícites, Effie i Deena es reconcilien i Deena s'assabenta que la filla d'Effie, Magic, és el fill de Curtis. vida pròpia ("Listen" ²). "One Night Only" d'Effie es converteix en el primer èxit, ja que the Dreams es trenquen perquè Deena pugui continuar la seva carrera cinematogràfica ("Hard to Say Goodbye, My Love"). Per al número final del concert de comiat dels Dreams, Effie es reincorpora al grup a l'escenari i les quatre Dreams canten la seva cançó de major èxit per última vegada ("Dreamgirls (Reprise)").

## Números musicals
| Acte I - "I'm Lookin' for Something" – The Stepp Sisters, Marty i Companyia - "Goin' Downtown" – Little Albert & the Tru-Tones - "Takin' the Long Way Home" – Tiny Joe Dixon - "Move (You're Steppin' on My Heart)" – Effie, Deena i Lorrell - "Fake Your Way to the Top" – Jimmy, Effie, Deena i Lorrell - "Cadillac Car" – Curtis, Jimmy, C.C., i Marty, Effie, Deena i Lorrell - "Cadillac Car (On the Road)" – Company - "Cadillac Car (In the Recording Studio)" – Jimmy, Effie, Deena i Lorrell - "Cadillac Car (Reprise)" – Dave i the Sweethearts - "Steppin' to the Bad Side" – Curtis, Jimmy, C.C., Wayne, Lorrell, Effie, Deena i Companyia - "Party, Party" – Effie, Curtis, Jimmy, Lorrell i Companyia - "I Want You Baby" – Jimmy, Effie, Deena i Lorrell - "Family" – Effie, C.C., Jimmy, Lorrell, Curtis i Deena - "Dreamgirls" – Deena, Lorrell i Effie - "Press Conference" – Deena, Curtis i Companyia - "Only the Beginning" – Curtis i Effie - "Heavy/Stop Bringing Us Down" – Deena, Lorrell, Effie i Curtis - "Drivin' Down the Strip" – Jimmy - "It's All Over" – Effie, Curtis, C.C., Deena, Lorrell, Jimmy i Michelle - "And I Am Telling You I'm Not Going" – Effie - "Love Love You Baby" – Deena, Lorrell i Michelle | Acte II - "Act II Opening" ¹ – Deena, Lorrell, Michelle, Curtis, C.C. i Jimmy - "I Am Changing" – Effie - "One More Picture Please" – Company, Lorrell, Michelle, C.C. i Curtis - "When I First Saw You" – Curtis i Deena - "Got to Be Good Times" – The Five Tuxedos - "Ain't No Party" – Lorrell i Jimmy - "I Meant You No Harm" – Jimmy - "Quintette" – Lorrell, Deena, C.C., Michelle i Jimmy - "The Rap" – Jimmy - "Firing of Jimmy" – Jimmy, Curtis, Lorrell i Companyia - "I Miss You Old Friend" – Les Styles, Marty, C.C. i Effie - "One Night Only" – Effie i Companyia - "One Night Only (Disco)" – Deena, Lorrell, Michelle, Curtis i Companyia - "I'm Somebody" – Deena, Lorrell i Michelle - "Chicago/Faith in Myself" – Effie, C.C., Curtis, Deena i Marty - "Listen" ² – Deena i Effie - "Hard to Say Goodbye, My Love" – Deena, Lorrell i Michelle - "Dreamgirls" (Reprise) – Effie, Deena, Lorrell i Michelle |

Notes
- ¹ L'obertura original de l'Act II era una combinació que reproduïa les cançons "Dreamgirls", "Move (You're Steppin 'on My Heart)", "Love Love Me Baby", "Family", "Heavy" i "Cadillac Car", interpretat per Deena Jones i the Dreams, seguit de la major part de la companyia participant en una repetició de "Press Conference". Quan va començar la gira nacional del musical el 1983, l'obertura de l'Act II es va canviar per consistir en una repetició de "Dreamgirls" i la interpretació d'una nova cançó, "Step on Over". Amb la nova gira nacional del 2009, es va escriure una nova cançó titulada "What Love Can Do", que es va combinar amb "Step on Over" per formar una nova obertura de l'Act II. Willie Reale, que havia escrit la cançó "Patience" amb Henry Krieger per a la pel·lícula, va escriure les lletres de la cançó.[9] Per al West End, l'obertura de l'Act II es va revisar una vegada més per reproduir completament "Love Love Me Baby" amb lletres noves de Willie Reale.[10]
- ² Originalment escrita per a la versió cinematogràfica, modificada i afegida per al revival del 2009,[9] les lletres van ser revisades per a la producció del 2016 de West End.[10] Música i lletres de Henry Krieger, Scott Cutler, Anne Preven, Beyoncé i Willie Reale.[9]

## Repartiments de produccions notables
| Personatge            | 1981 Broadway      | 1983 Gira per EUA        | 2001 Concert    | 2009 Gira per EUA     | 2016 West End    |
| --------------------- | ------------------ | ------------------------ | --------------- | --------------------- | ---------------- |
| Effie Melody White    | Jennifer Holliday  | Jennifer Holliday        | Lillias White   | Moya Angela           | Amber Riley      |
| Deena Jones           | Sheryl Lee Ralph   | Linda Leilani Brown      | Audra McDonald  | Syesha Mercado        | Liisi Lafontaine |
| Lorrell Robinson      | Loretta Devine     | Arnetia Walker           | Heather Headley | Adrienne Warren       | Ibinabo Jack     |
| Curtis Taylor, Jr.    | Ben Harney         | Larry Riley              | Norm Lewis      | Chaz Lamar Shepherd   | Joe Aaron Reid   |
| James "Thunder" Early | Cleavant Derricks  | Clinton Derricks-Carroll | Billy Porter    | Chester Gregory       | Adam J. Bernard  |
| C.C. White            | Obba Babatundé     | Lawrence Clayton         | Darius de Haas  | Trevon Davis          | Tyrone Huntley   |
| Michelle Morris       | Deborah Burrell    | Deborah Burrell          | Tamara Tunie    | Margaret Hoffman      | Lily Frazer      |
| Marty Madison         | Vondie Curtis-Hall | Weyman Thompson          | James Stovall   | Milton Craig Nealy    | Nicholas Bailey  |
| Chris                 | Tony Franklin      | Maurice Felder           | Bobby Daye      | Terrance Lemar Thomas | Rohan Richards   |

## Semblances amb la història de The Supremes
Michael Bennett, Henry Krieger, Tom Eyen i els productors de Dreamgirls van negar qualsevol connexió entre la trama del musical i les històries de vida de The Supremes; no obstant això, les similituds entre l'espectacle i els fets reals de la vida dins de The Supremes van fer que molts creguessin que els creadors van basar la història del musical en el grup. Es creu àmpliament que els productors van negar connexions per evitar demandes de Motown, Berry Gordy i Supremes. Mary Wilson va estimar tant Dreamgirls que va batejar la seva primera autobiografia "Dreamgirl: My Life com a Supreme" després del musical. Diana Ross va interpretar "Family" de l'Acte I en el seu històric concert gratuït al Central Park de Nova York el juliol de 1983. Existien rumors que Ross havia vist el musical i va sortir a la sortida de l'Acte I, tot i que no està confirmat si es tracta de cert. Tot i que el personatge de Deena reflecteix Diana Ross, l'actriu Sheryl Lee Ralph va afirmar que no estava tractant d'imitar a Ross, sinó que va retratar a Deena amb un estil similar, però diferent. En una entrevista del 2014 a Oprah: Where Are They Now?, Ralph havia dit que Michael Bennett li va instruir que no interpretés a Deena com Diana Ross o que serien demandats. En la mateixa entrevista, Ralph va dir que es va trobar amb Ross a Nova York poc després de l'estrena del musical, on Ross la va desbordar amb fred i va provocar l'especulació que Ross coneixia o havia vist.
Tom Eyen va negar que tingués al cap The Supremes quan va escriure el llibre. Se'l cita el 1986: "No vaig créixer amb The Supremes ... vaig créixer amb els Shirelles. Dreamgirls no tracta d'un grup. És una cavalcada de cantants de Motown negres: the Shirelles, the Chiffons, Martha and the Vandellas, Little Richard i Stevie Wonder. Tots els personatges són més grans que la vida."
Les similituds entre esdeveniments reals de la vida i la trama del musical inclouen:
- Tant The Supremes com the Dreams van començar amb "ettes" al nom del grup. The Supremes eren originalment the Primettes; the Dreams comencen a ser the Dreamettes.
- Tant The Supremes com the Dreams van fer veu de fons per a artistes de gravació consolidats abans de fer-se famosos.
- Diana Ross va ser escollida com a cantant de The Supremes per la seva veu comercial més suau i suau, de la mateixa manera que Deena Jones és escollida com a cantant de the Dreams.
- La història de la història d'amor entre Deena Jones i Curtis Taylor Jr reflecteix la història d'amor de Diana Ross i Berry Gordy Jr. i l'èmfasi de l'èxit de Diana sobre el grup.
- La història de la relació de Lorrell Robinson i James "Thunder" Early s'assembla a les relacions de Mary Wilson amb altres artistes de Motown, així com amb el cantant gal·lès Tom Jones.
- Deena Jones és preparada per ser la portaveu del grup durant les rodes de premsa, de la mateixa manera que Diana Ross ho va ser per als Supremes.
- La premsa va rebre instruccions de referir-se a Diana Ross com a "Miss Ross". A Dreamgirls, a la premsa se li indica que es refereix a Deena Jones com a "Miss Jones".
- Quan Diana Ross va ser impulsada cap endavant com a estrella de The Supremes, Florence Ballard es va enfadar i va ser hostil quan va ser forçada a un segon pla. Effie White reacciona de la mateixa manera quan Deena Jones és tirada endavant com l'estrella de the Dreams.
- Florence Ballard va perdre representacions, sessions de gravació, suposadament malalties "falsificades" i va guanyar pes, cosa que va fer que fos acomiadada del grup a Las Vegas el 1967. El personatge d'Effie White viu la mateixa experiència.
- Cindy Birdsong va actuar amb The Supremes la mateixa nit que Florence Ballard va ser acomiadada, igual que Michelle Morris va actuar amb the Dreams la mateixa nit que Effie White va ser acomiadat.
- The Supremes es van convertir en "Diana Ross i The Supremes" el 1967 mentre es trobaven a Las Vegas. The Dreams es va convertir en "Deena Jones & the Dreams" el 1967 mentre estan a Las Vegas.
- Després que Diana Ross deixés The Supremes el 1970 per dedicar-se a altres projectes com el treball cinematogràfic, el 1972 va protagonitzar la seva primera pel·lícula, Lady Sings the Blues, produïda per Motown. El personatge de Deena Jones deixa els Somnis el 1972 per dedicar-se a la carrera d'actriu.

## Adaptació cinematogràfica
David Geffen, fundador de Geffen Records i un dels financers de l'obra, va llogar els drets de la pel·lícula Dreamgirls a Warner Bros. als anys vuitanta a través de la seva empresa Geffen Pictures. Tot i que la pel·lícula es va anunciar diverses vegades, amb cantants com Whitney Houston (com a Deena), Lauryn Hill (una altra candidata a Deena) i Kelly Price (com a Effie), l'estudi va acabar abandonant el projecte. Geffen finalment va començar a desenvolupar la pel·lícula a DreamWorks SKG, una companyia que va cofundar, el 2004. Warner Bros., que controlava els drets de la pel·lícula sobre Dreamgirls, també es va anunciar originalment com a cofinançador de la pel·lícula, però abans de començar el rodatge, Paramount Pictures va intervenir com a coproductor després que Warner expressés la seva preocupació pel pressupost de la pel·lícula. Laurence Mark va ser productor de l'adaptació DreamWorks/Paramount de Dreamgirls, escrita i dirigida per Bill Condon, que havia obtingut una nominació a l'Oscar per la seva adaptació al guió de Chicago.
L'adaptació cinematogràfica de Dreamgirls és protagonitzada per Jamie Foxx com Curtis, Beyoncé com Deena, Eddie Murphy com Jimmy, Danny Glover com Marty, Jennifer Hudson com Effie, Anika Noni Rose com Lorrell, i Keith Robinson com C.C.. Dreamgirls es va exhibir per primera vegada en compromisos especials durant deu dies amb el programa de carreteres a partir del 25 de desembre de 2006. Posteriorment, la pel·lícula va sortir al mercat el 25 de desembre de 2006. Loretta Devine, que va originar el paper de Lorrell, té un paper secundari com a cantant de jazz a la pel·lícula. També apareixen altres dos antics membres de la producció de Broadway: Hinton Battle (un substitut de James "Thunder" Early) i Yvette Cason (Charlene; suplent d'Effie White). Tot i que gran part del material continua sent el mateix que el musical escènic, algunes de les cançons del musical escènic (sobretot "Ain't No Party") van ser eliminades i es van afegir quatre cançons noves. També es van fer diversos canvis a la història, incloses les addicions de referències més evidents a The Supremes i Motown, la mort de Jimmy (que es troba mort a la carretera després d'una sobredosi d'heroïna) i el trasllat de la història principal de la història. ambientació de Chicago a Detroit. La pel·lícula va guanyar dos premis de l'Acadèmia: millor actriu secundària (Jennifer Hudson) i millor so.
Per donar a la història una major exposició per a la propera estrena de la pel·lícula, DreamWorks Pictures i el llicenciatari de l'obra original, The Tams-Witmark Music Library, van anunciar que pagarien les taxes de llicència per totes les representacions escèniques no professionals de Dreamgirls durant l'any natural de 2006. DreamWorks esperava fomentar les produccions amateur de Dreamgirls i familiaritzar un públic més ampli amb l'obra. Com a resultat, més de cinquanta escoles secundàries, col·legis, teatres comunitaris i altres entitats de teatre no comercials van representar produccions de Dreamgirls el 2006 i DreamWorks va gastar fins a 250.000 dòlars subvencionant la llicència.

## Premis i nominacions

### Producció original de Broadway
| Any  | Premi            | Categoria                                  | Nominat                                                                    | Resultat  |
| ---- | ---------------- | ------------------------------------------ | -------------------------------------------------------------------------- | --------- |
| 1982 | Premi Tony       | Millor musical                             | Millor musical                                                             | Nominat   |
| 1982 | Premi Tony       | Millor llibret                             | Tom Eyen                                                                   | Guanyador |
| 1982 | Premi Tony       | Millor banda sonora                        | Henry Krieger i Tom Eyen                                                   | Nominat   |
| 1982 | Premi Tony       | Millor actor protagonista de musical       | Ben Harney                                                                 | Guanyador |
| 1982 | Premi Tony       | Millor actriu protagonista de musical      | Jennifer Holliday                                                          | Guanyador |
| 1982 | Premi Tony       | Millor actriu protagonista de musical      | Sheryl Lee Ralph                                                           | Nominat   |
| 1982 | Premi Tony       | Millor actor de repartiment de musical     | Cleavant Derricks                                                          | Guanyador |
| 1982 | Premi Tony       | Millor actor de repartiment de musical     | Obba Babatundé                                                             | Nominat   |
| 1982 | Premi Tony       | Millor direcció de musical                 | Michael Bennett                                                            | Nominat   |
| 1982 | Premi Tony       | Millor coreografia                         | Michael Bennett i Michael Peters                                           | Guanyador |
| 1982 | Premi Tony       | Best Scenic Design                         | Robin Wagner                                                               | Nominat   |
| 1982 | Premi Tony       | Millor escenografia                        | Theoni V. Aldredge                                                         | Nominat   |
| 1982 | Premi Tony       | Millor il·luminació                        | Tharon Musser                                                              | Guanyador |
| 1982 | Premi Drama Desk | Musical destacat                           | Musical destacat                                                           | Nominat   |
| 1982 | Premi Drama Desk | Llibret destacat d'un musical              | Tom Eyen                                                                   | Guanyador |
| 1982 | Premi Drama Desk | Actriu destacada en un musical             | Jennifer Holliday                                                          | Guanyador |
| 1982 | Premi Drama Desk | Actriu destacada en un musical             | Sheryl Lee Ralph                                                           | Nominat   |
| 1982 | Premi Drama Desk | Actor destacat en un musical               | Cleavant Derricks                                                          | Guanyador |
| 1982 | Premi Drama Desk | Actor destacat en un musical               | Ben Harney                                                                 | Nominat   |
| 1982 | Premi Drama Desk | Director destacat d'un musical             | Michael Bennett                                                            | Nominat   |
| 1982 | Premi Drama Desk | Lletres destacades                         | Tom Eyen                                                                   | Nominat   |
| 1982 | Premi Drama Desk | Disseny d'escenografia excepcional         | Robin Wagner                                                               | Guanyador |
| 1982 | Premi Drama Desk | Disseny de vestuari excepcional            | Theoni V. Aldredge                                                         | Nominat   |
| 1982 | Premi Drama Desk | Disseny d'il·luminació excepcional         | Tharon Musser                                                              | Guanyador |
| 1983 | Premi Grammy     | Millor àlbum de teatre musical             | Henry Krieger (compositor), Tom Eyen (lletrista), David Foster (productor) | Guanyador |
| 1983 | Premi Grammy     | Millor interpretació vocal de R&B femenina | Jennifer Holliday ("And I Am Telling You I'm Not Going")                   | Guanyador |

### Producció original del West End
| Any  | Premi                   | Categoria                                          | Nominat         | Resultat  |
| ---- | ----------------------- | -------------------------------------------------- | --------------- | --------- |
| 2017 | Premis Laurence Olivier | Millor Musical                                     | Millor Musical  | Nominat   |
| 2017 | Premis Laurence Olivier | Millor Actriu de Musical                           | Amber Riley     | Guanyador |
| 2017 | Premis Laurence Olivier | Millor Actor en un Paper de Repartiment de Musical | Adam J. Bernard | Guanyador |
| 2017 | Premis Laurence Olivier | Millor Vestuari                                    | Greg Barnes     | Nominat   |
| 2017 | Premis Laurence Olivier | Assoliment destacat en música                      | Henry Krieger   | Nominat   |